# Уолтер Фиц-Роджер
Уолтер Фиц-Роджер (англ. Walter FitzRoger) или Уолтер Глостерский (англ. Walter of Gloucester; умер около 1126 или 1129 года) — английский барон, шериф Глостершира и кастелян Глостерского замка примерно с 1197 года, констебль английского королевского двора с 1114 года. Владел поместьями, располагавшимися в Глостершире, Гемпшире, Хартфордшире и Уилтшире. На Уолтера был возложен широкий круг обязанностей, в том числе, в Южном Уэльсе.

## Биография
Предки Уолтера были нормандцами и происходили из поселения Питр в современном французском кантоне Пон-де-л’Арш (департамент Эр). Двое представителей рода, Роже де Питр и его брат Дюран после нормандского завоевания перебрались в Англию. Роже был протеже Уильяма Фиц-Осберна, благодаря чему получил владения, которые в основном располагались в Глостершире и Херефордшире, образовавшие феодальную баронию (онор) Калдикот, а также был шерифом Глостершира и кастеляном Глостерского замка. Он женился на Аделизе, от этого брака известно двое сыновей — Уолтер и Герберт. Дюран также получил владения в Англии, а после смерти брата унаследовал должность шерифа Глостершира.
Год рождения Уолтера неизвестен. Его отец в 1086 году, когда составлялась «Книга Страшного суда», был уже мёртв, поскольку именно Уолтер там назван владельцем поместий, ранее принадлежавшими Роже де Питру. К 1095 году он контролировал большую часть поместий, принадлежавших отцу и дяде. Кроме того, Уолтер получил от короля ещё и другие земель. В результате под его управлением находились поместья, располагавшимися в Глостершире, Гемпшире, Хартфордшире и Уилтшире.
Дюран, дядя Уолтера, умер в 1096 году, а около 1097 года Уолтер получил должности шерифа Глостершира и кастеляна Глостерского замка, ставшие наследственными в его семье. Их он сохранял до самой смерти. При этом Уолтер, как и отец, держал замок в качестве непосредственного вассала короля. В некоторых источниках он упоминается как констебль Англии, но возможно он был только констеблем Глостерского замка. На Уолтера был возложен широкий круг обязанностей, в том числе, в Южном Уэльсе. Также он, вероятно, в 1114 году был назначен констеблем королевского двора.
Известно, что Уолтер принимал участие в постройке Бристольского и Рочестерского замков, а также Лондонского Тауэра. Кроме того, он отвечал за постройку главной башни Глостерского замка и часовни, примыкающей к ней; строительные работы в нём закончил уже наследник Уолтера.
Уолтер был известен как покровитель церкви. Он пожертвовал Глостерскому аббатству Вествуд для поминания души своего брата, Герберта, а также подтвердил сделанное отцом дарение Колну. Кроме того, Уолтер выделил из своего поместья Беринтон земли для монастыря Ллантони, в котором позже постригся в монахи.
Уолтер умер в монастыре Ллантони около 1126 или 1129 года и был похоронен там же в здании капитула. Наследовал ему старший сын Миль.

## Брак и дети
Жена: Берта. Дети:
- Миль Глостерский (умер 24 декабря 1143), барон и шериф Глостершира с около 1129 года, граф Херефорд с 1141 года, констебль Англии[6][8][9].
- Матильда (умерла после 1127); муж: Ричард Фиц-Понс[англ.] (умер около 1127/1129)[6][9].